# Liste der Naturdenkmale in Merzig
Die Liste der Naturdenkmale in Merzig nennt die auf dem Gebiet der Stadt Merzig im Landkreis Merzig-Wadern im Saarland gelegenen Naturdenkmale.

## Naturdenkmale
| Bild | Bezeichnung     | Ort                                             | Beschreibung                                           | Art | Nr. |
| ---- | --------------- | ----------------------------------------------- | ------------------------------------------------------ | --- | --- |
| BW   | 2 Rosskastanien | Merzig 49° 26′ 32″ N, 6° 38′ 53,9″ O)           | auf der Annaburg                                       |     | 1   |
| BW   | Platane         | Merzig 49° 26′ 26″ N, 6° 38′ 7,7″ O)            | vor der Sparkasse (gegenüber Landratsamt)              |     | 2   |
| BW   | Alteiche        | Merzig Mondorf 49° 25′ 17,3″ N, 6° 35′ 13,6″ O) | Abt. 443, am Hauptabfuhrweg gegenüber der Mariengrotte |     | 3   |
| BW   | Altbuche        | Merzig Mondorf 49° 25′ 21,9″ N, 6° 35′ 10,7″ O) | Abt. 441 im NW am Hauptabfuhrweg                       |     | 4   |
| BW   | Alteiche        | Merzig Mondorf 49° 25′ 21,6″ N, 6° 35′ 3,2″ O)  | Abt. 442, N-Rand, unmittelbar am Hauptabfuhrweg        |     | 5   |